# 西新工程
西藏、新疆等边疆少数民族地区广播电视覆盖工程，简称西新工程，是中华人民共和国政府主要是为了解决西藏、新疆等边疆民族地区广播电视覆盖问题而进行的一项工程。

## 简介
西新工程于2000年9月正式启动，其目的是为了解决部分边远贫困地区和民族地区广播电视有效覆盖率较低、广大农村牧区群众无法听到广播、看到电视的问题，覆盖范围包括了西藏、新疆、内蒙古、宁夏4个自治区和青海、甘肃、四川、云南四省的藏区，以及福建、浙江、广西、海南和吉林延边部分地区。
据2011年1月国家广播电影电视总局介绍，西新工程实施以来，边疆少数民族地区广播电视传输覆盖能力大大加强，西藏、新疆、内蒙古、宁夏和四省藏区均能收听到10套左右中央和当地短波广播节目，各地、市、县普遍能较好地接收到3套以上中波或调频广播节目，以及3-4套中央和当地电视节目。另外，中国少数民族语言广播影视节目译制制作能力也有明显提升，中央台及当地地方台在此期间新增了多套民族语言广播频率和电视频道。